# Детенамо, Итте
Итте Детенамо (англ. Itte Detenamo, род. 22 сентября 1986 года) — науруанский тяжелоатлет, выступающий в категории свыше 105 кг.

## Биография
Представлял Науру на летних Олимпийских играх 2004 года в Афинах, завершил соревнования 14-м в категории свыше 105 кг. Завоевал бронзовую медаль на Играх Содружества 2006 года, три золотые медали на Южно-Тихоокеанских играх 2007 года.
На летних Олимпийских играх 2008 года в Пекине Итте Детенамо был единственным спортсменом, выступавшим за Науру. Он занял 10-е место, побив свой личный рекорд, подняв в сумме 385 кг в категории свыше 105 кг. Кроме того, Детенамо нёс флаг Науру на церемонии открытия Олимпиады.